# Companyia Francesa de les Índies Occidentals
La Companyia francesa de les Índies Occidentals fou una companyia comercial francesa creada l'any 1664 per Jean-Baptiste Colbert, dissolta el 1674. Fou pel seu territori una de les més importants companyies europees fundades al segle XVII, però una de les que van tenir menys èxit financer.

## Història

### Creació
Va reemplaçar a la Companyia de la Nova França i a la Companyia Francesa del Cap Verd i el Senegal. El seu capital era de sis milions de lliures i la cambra de la direcció general era a París.
La companyia va rebre, per quaranta anys, la propietat de les possessions franceses a les costes atlàntiques de l'Àfrica i de l'Amèrica, i el monopoli del comerç amb l'Amèrica i al Senegal. Es preveia poblar el Canadà, utilitzant els profits de l'economia sucrera que debutava a Guadalupe.

### Acció de la companyia en Nova-França (Canadà)
El 1665 la Companyia va començar a reclutar colons. El regiment de Carignan-Salières aportava seguretat contra les invasions iroqueses i va contribuir al poblament de la colònia, amb l'arribada de 1 200 homes procedents de totes les regions de França, des de Lorena al Poitou-Charentes; un reclutament suplementari va tenir lloc durant el trajecte.
En 1666, l'intendent Jean Taló va organitzar el primer cens, comptant llavors 3.215 habitants. A continuació, la població de la colònia va passar a 6.700 habitants l'any 1672, a conseqüència de les polítiques d'encoratjament de la natalitat i la nupcialitat.
En 1667, diverses tribus d'iroquesos, els agniers i els onneiouts, van acceptar de concloure la pau. Segons la historiadora Raymonde Litalien: « Colbert desitjava passar de la fraternització i de les aliances polítiques a una autèntica fusió de les races i de les civilitzacions, idea que va xocar amb reticències: els canadencs temien perdre els seus privilegis, la tot-poderosa església trobava que els seus fidels ja havien adoptat prou costums índies i el rei no veia de bon ull que els "salvatges" esdevinguessin ciutadans de ple dret. Finalment, el governador general Denonville va assegurar al ministre Seignelay el 13 de novembre de 1685 (poc després de la seva arribada) que no es podia igualar als indis. »
Charles Aubert de la Chesnaye, comerciant de pells a Tadoussac entre 1663 i 1666 fou nomenat comissari general de la Companyia l'any 1666 i fins al 1669, data a partir de la qual va abandonar la companyia per una explotació forestal (al Llac Sant-Jean), una fàbrica de maons i una llarga estada a la Rochelle, que li va permetre d'establir relacions comercials amb diversos països europeus i d'esdevenir propietari de diverses naus.
Al seu retorn al Canadà Charles Aubert de la Chesnaye obtindrà poc després de la dissolució de la companyia (1674), a partir del 1675 i fins al 1681, els drets de la Companyia de la Hisenda d'Occident (o Domini d'Occident) i del seu amic Jean Oudiette, agafant així el monopoli de les pells de castor, que constituïen la primera riquesa de l'exportació del Canadà. En 1672, el intendent Jean Taló li va concedir, conjuntament amb dos altres associats, la senyoria de Percé que havia de servir de port de parada als vaixells de pesca. Rebé després la senyoria de Rivière-du-Loup el 23 de desembre de 1673. La Chesnaye va comprar també la meitat dels feus de Saint-François i de Saint-Jean (1677), les senyories de Le Parc, a l'est de la Rivière-du-Loup (1675), i l'illa de les Llebres (Île aux Lièvres 1677).

### Acció a les Antilles
En 1665, després de 14 anys de gestió colonial, sota la pressió de Colbert, l'orde de Sant Joan de Jerusalem va cedir les seves colònies a les Antilles a la companyia francesa de les Índies Occidentals.
Les plantacions de tabac estaven molt desenvolupades en les altres colònies franceses.
La companyia va xocar amb als interessos dels colons francesos de les Antilles, que es van dedicar al contreband amb els holandesos. El seu monopoli comercial desemboca a preus de revenda del sucre massa elevats pel que fa als competidors anglesos de Barbados i Jamaica.
Els planteurs de sucre se'n queixen, i li recriminen també de no portar esclaus, mentre que l'illa anglesa de la Jamaica començava a importar-ne massivament cap al començament dels anys 1670.

### Política africana
La companyia recupera el monopoli del tràfic dels negres del Sénégal que pertanyia des de 1658 a la Companyia del Cap Verd i el Senegal. Però n'aprofita poc i es diversifica per trobar uns altres productes tropicals. El 1666, la Companyia francesa de les Índies occidentals va crear dos factories al regne de Dahomey (actual Bénin), a Savi i Ouidah (Whydah), que compren altres productes tropicals.
La companyia importa molt menys negres que l'esperat pels colons dels Antilles, perquè els holandesos tenen llavors el monopoli de la compra d'esclaus a les costes d'Àfrica per compte dels espanyols (l'anomenat asiento).
En un primer temps, Colbert prefereix els intercanvis amb els holandesos, als que busca fer venir a França per crear manufactures, com a Abbeville amb la creació l'any següent, en 1665, de la Manufacture Royale des Rames, per rics tapissadors holandesos, la família Van Robais, i que comptarà al seu apogeu amb 2.500 assalariats. Fins al final dels anys 1660, Colbert limita doncs les ambicions franceses sobre les costes d'Àfrica, amb la finalitat de no pas fer pujar massa el preu dels esclaus, i no disgustar-se pas amb els temibles negociants holandesos. De fet, sobre les costes de Guinée, la Companyia de les Índies Occidentals subcontracta sovint el tràfic a intermediaris holandesos.
En 1669, no obstant això, Colbert i el seu entorn preparen un pla secret per apoderar-se de les factories fortificades que posseeixen els holandesos, particularment a la Costa de l'Or (l'actual Ghana). Diverses missions de reconeixement foren organitzades per preparar aquest pla d'atac. De novembre del 1670 a desembre del 1671, per exemple, Colbert envia el vaixell El Remolí, manat pel capità Louis de Hally i portant a bord a Louis Ancelin de Gémozac, un enginyer de la Marina encarregat d'aixecar els plànols dels forts, per informar de tots els elements necessaris a la presa de decisió. El pla no serà tanmateix mai realitzat i l'atenció del Ministre i del rei es gira aviat cap a la Guerra d'Holanda. Malgrat tot, enllaços diplomàtics foren establerts amb els estats africans de la Costa d'Or que van perdurar de vegades fins al final del regnat de Lluís XIV.

### La dissolució (1674)
La guerra d'Holanda a partir de 1672 va desorganitzar el funcionament de la companyia; el decret de Sant-Germain en Laye de 9 d'abril de 1672 la va obligar a abandonar el comerç africà i poc després la companyia fou dissolta el desembre de 1674, després d'haver arribat a un passiu de cinc milions de llibres. Des de 1666, el rei havia ofert la llibertat de comerç als particulars de França. El 21 de juliol de 1670 havia obert l'accés de les illes a « tots els negociants del regne », però va caldre una mica de temps perquè la flota francesa estigués a l'altura de la dels holandesos. Abans de la fallida, els interessos africans de la companyia es van traspassar a una nova entitat, la Companyia del Senegal (1672-1673).
Una efímera Companyia d'Occident fou creada el 1674 just després de la Companyia de les Indes occidentals, però la creació de la Companyia del Domini d'Occident la va convertir una closca buida, de la qual només el seu nom prestigiós serà tanmateix utilitzat l'any 1717 després de la mort de Lluís XIV al moment de la instal·lació del Sistema de Law.
El rei va reprendre el 1674 l'administració directa de les colònies. Va operar conjuntament amb el Domini d'Occident i la Companyia del Senegal, i els va demanar una política esclavista més agressiva i en va suprimir el monopoli: a partir d'aquesta data, els negrers dels grans ports francesos tindrien també el dret de practicar la tracta. Fou el començament de la pujada dels anomenats irlandesos de Nantes, grans negociants del comerç triangular, la majoria immigrats jacobites aliats de Lluís XIV i del seu cosí Jaume II d'Anglaterra i VII d'Escòcia.
La dissolució de la Companyia de les Índies Occidentals i la creació de la Companyia del Senegal amb poc temps de diferència va portar a Martinica a desenvolupar la cultura sucrera. La producció de les dues illes franceses passa de 5.800 a 8.700 tones de sucre entre 1674 i 1682, o sigui un augment del 50%. Al curs d'aquests set anys, es va passar de 2.400 a 10.600 esclaus negres a Martinica on es van instal·lar nombroses famílies nobles franceses i irlandeses, de les quals una part venia de Barbados.
La dissolució coincideix amb un enduriment del tractament dels esclaus. Fou el 1673 quan es van fer efectives les primeres decisions tendents a lligar els nens mestissos a l'estatut d'esclau de la seva mare i el 1680 es va publicar un edicte del consell dels plantadors de Guadalupe ordenant que tots els fills de dones negres serien considerats com nascuts esclaus. El 1680 es van comptar 314 mulats a Martinica, 170 a Guadalupe i només 350 a Barbados (francès "La Barbade") on la població d'esclaus era no obstant vuit vegades més nombrosa però on havien estat exclosos en els anys 1660 de les lleis més severes en la matèria, que formarien les fonts del codi negre (una ordenança reial establerta el 1685).